# 달리는 가족학교
《달리는 가족학교》는 EBS 2TV에서 2023년 하반기부터 방송 예정이다.